# C-SPAN
公共事务卫星有线电视网（英語：Cable-Satellite Public Affairs Network）或譯有线卫星公共事务电视网，是美国专注公共事务的有线电视和卫星电视新闻频道；由有线电视产业于1979年成立，是一家非营利公共电视服务机构。该电视联播网播出大量美国联邦政府事务，同时也播出其他公共事务节目。C-SPAN电视网包括电视频道C-SPAN、C-SPAN2、C-SPAN3；广播电台CSPN电台和提供C-SPAN电视网节目流媒体播放及存档点播的线上网站。C-SPAN的电视频道可供美国境内约1亿的有线电视或卫星电视收视家庭观看。C-SPAN广播电台CSPN电台可以在华盛顿特区通过FM收音机收听；而全球用户可以通过XM卫星广播的互联网流媒体或Android、iOS及BlackBerry的移动应用收听。
公共事务卫星有线电视网的节目内容主要是对美国政治事件的报道，特别是针对美国国会会议现场自始至终的现场直播；以及对加拿大、澳大利亚和英国议会的报道（例如每周的首相答问环节）和追踪全球其他重大活动。公共事务卫星有线电视网对政治和政策内容的报道是没有审查制度的，它为观众提供有关政治和政府的未经过滤的信息。其非政治性节目内容包括历史节目、针对非虚构类书籍的节目和与公共政策相关的值得关注之人的访谈节目。公共事务卫星有线电视网是一家私人的非营利组织，其运营费用由其在有线电视和卫星电视上的附属机构提供；而其电视网、广播台站或官方网站上均没有任何广告，亦没有任何请求捐赠的内容。公共事务卫星有线电视网同时也是一家独立运营的机构，无论有线电视行业还是美国国会均不能控制其播出内容。

### 成立与发展

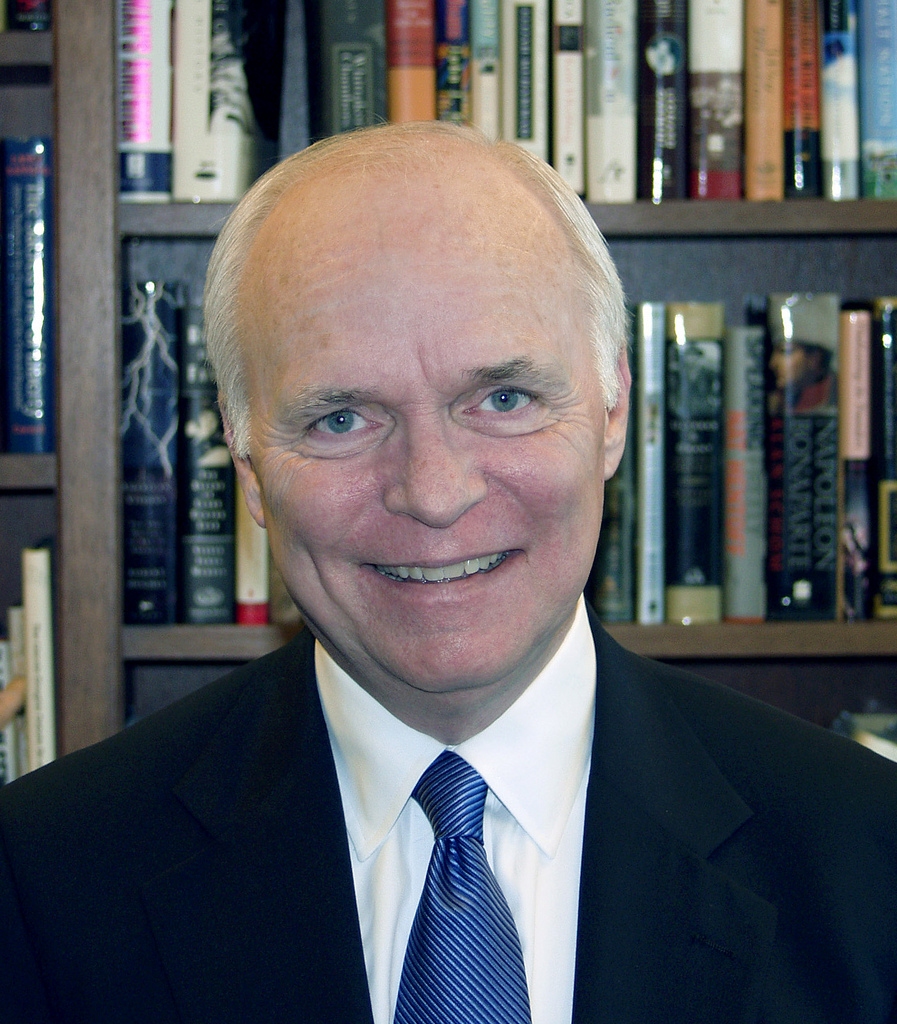
布莱恩·兰布，C-SPAN创始人。

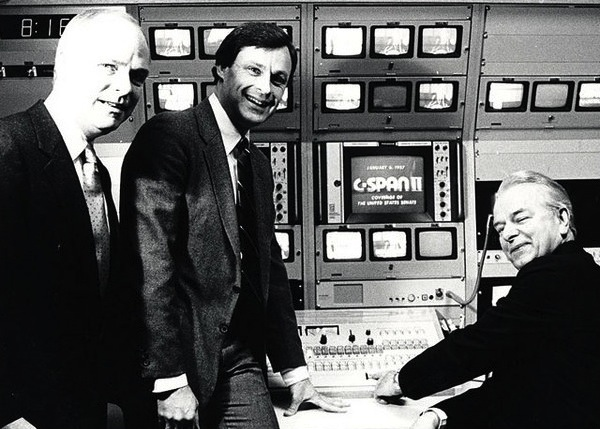
罗伯特·博德参议员（左）、C-SPAN创始人布莱恩·兰布（左）与保罗·菲兹贝切克（Paul FitzPatrick）于1986年6月2日共同为C-SPAN2播出按下广播按钮。保罗·菲兹贝切克（Paul FitzPatrick）是现任C-SPAN总裁。

## 其他服务

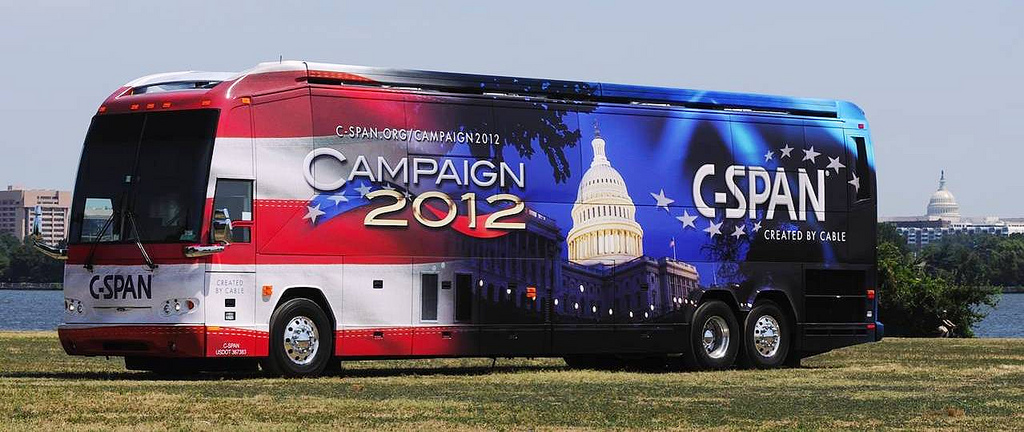
C-SPAN数字巴士。通过它在全美的巡回，向美国公众宣传C-SPAN的相关资源。

公共事务卫星有线电视网在其网络联播节目上会提供许多公共服务内容。《C-SPAN课堂》是一个为教师提供免费会员服务的栏目，自1987年7月开播，它让教师可以利用C-SPAN的资源进行研究和授课。1993年11月推出的C-SPAN校车巴士开始游历全美，它使用C-SPAN的资源向美国民众宣传政治和政府，并担任移动的电视直播室。C-SPAN校车还会通过录像记录它所访问过的地方。第二辆C-SPAN校车巴士在1996年推出。这两辆巴士在2010年退役，而C-SPAN也同步推出了C-SPAN数字巴士，透过它向公众介绍C-SPAN的增强型数字产品。C-SPAN还配置了六辆本地内容车（Local Content Vehicle），可以前往全美各地并记录独特的政治和历史故事。它们都可以进行内容编辑生产，并且还可以基于网络技术进行现场内容直播。
公共事务卫星有线电视网已经基于它们的节目出版了十余本图书，这些图书的内容包含它们从采访脚本中得到的原始材料及文本。C-SPAN的第一本书出版于1988年，名为《C-SPAN：美国市政厅（C-SPAN: America's Town Hall）》。其他C-SPAN出版的书籍还包括：《由始至终：一本C-SPAN的国会指南（Gavel to Gavel: A C-SPAN Guide to Congress）》、《谁被葬于格兰特陵园？总统墓地之旅（Who's Buried in Grant's Tomb?: A Tour of Presidential Gravesites）》、《亚伯拉罕·林肯：伟大美国历史学家笔下的我们第16任总统（Abraham Lincoln: Great American Historians on Our Sixteenth President）》——这是由C-SPAN采访多位美国历史学家关于亚伯拉罕·林肯的文章而收集整理得来、《最高法院（The Supreme Court）》——这其中包括历任多位美国最高法院大法官的传记和采访，以及诸多历史学家的评论。同时，公共事务卫星有线电视网还有五本书是和它的节目《笔记（Booknotes）》有关。这五本书是：《笔记：生命故事（Booknotes: Life Stories）》、